# James
James är ett mansnamn, den engelska varianten av namnet Jakob. I vissa fall bärs namnet även av kvinnor. 

## Kända personer med förnamnet James
- James Blunt, brittisk sångare
- James Brown, amerikansk artist
- James Lee Burke, amerikansk deckarförfattare
- James Caan, amerikansk skådespelare
- Jim Clark, skotsk racinglegend
- James Cook, engelsk upptäcktsresande
- James Fenimore Cooper, amerikansk författare
- James Dean, amerikansk skådespelare
- James Hetfield, sångare i gruppen Metallica
- James Joyce, irländsk författare
- James Karen, amerikansk skådespelare
- James Marsters, amerikansk skådespelare och sing-and-song writer
- James Mason, brittisk skådespelare
- James Rodriguez, colombiansk fotbollsspelare
- James Stewart, amerikansk skådespelare
- James Watt, skotsk uppfinnare
- James Wilson (1742–1798), amerikansk jurist och politiker, en av USA:s grundare och domare i Högsta domstolen (USA)
- James J. Wilson (1775–1824), amerikansk (dem.-rep.) politiker och publicist
- James Wilson (1805–1860), brittisk (whigs/lib.) politiker
- James F. Wilson (1828–1895), amerikansk (rep.) politiker
- James "Tama Jim" Wilson (1835–1920), amerikansk (rep.) politiker, USA:s jordbruksminister 1897-1913
- James Clifton Wilson (1874–1951), amerikansk (dem.) politiker
- James Wilson (1879–1943), brittisk (lab.) politiker
- James Wilson (1891–1973), brittisk långdistanslöpare
- James Q. Wilson (1931–), amerikansk statsvetare och kriminolog (högerrealist).
- James Wilson (1995–), engelsk fotbollsspelare
- James Wilson, brittisk upptäcktsresande
- James Woods, amerikansk skådespelare

## Fiktiva karaktärer med namnet James
- James, betjänt i sketchen Grevinnan och betjänten
- James Bond, agent i actionfilmer
- James Bond Junior
- James Potter, pappa till Harry Potter
- James Sirius Potter, son till Harry Potter
- James, huvudperson i boken James och jättepersikan av Roald Dahl